# داريل هيل (لاعب سنوكر)
داريل هيل (بالإنجليزية: Darryl Hill)‏ هو لاعب سنوكر بريطاني، ولد في 30 أبريل 1996 في ليدز في المملكة المتحدة.

## روابط خارجية
- داريل هيل على موقع CueTracker.net (الإنجليزية)